# Campeón de Campeones 2021-22 Liga de Expansión
El trofeo Campeón de Campeones 2021-22 fue la edición II del Campeón de Campeones de la Liga de Expansión MX. Esta edición fue disputada por los campeones de la Liga de Expansión MX correspondientes a los torneos Grita México 2021 y Clausura 2022, títulos que fueron conseguidos por los clubes Atlante Fútbol Club y Atlético Morelia respectivamente.
A partir de la temporada 2020-21 este título sustituye al que se otorgaba al Campeón de Ascenso, ya que la Liga de Expansión MX fue fundada en el año 2020 como parte del "Proyecto de Estabilización", el cual tiene como objetivo rescatar a los equipos de la Liga de Ascenso de México con problemas financieros y evitar de esta forma la desaparición de la Segunda División en México, por lo cual no habrá ascensos ni descensos en Primera División durante las próximas 6 temporadas siguientes a la conformación de la Liga de Expansión. Además, busca que los equipos de la Liga MX y del Ascenso MX consoliden proyectos estables que cuenten con bases sólidas, tanto deportivas como administrativas, financieras y de infraestructura.
Como compensación por la suspensión del ascenso a Primera División, el ganador de la serie se llevará un premio económico de $MXN 10 millones, además del trofeo que lo acredita como el campeón de la temporada.

## Sistema de competición
Disputarán la copa Campeón de Campeones 2021-22 los campeones de los torneos Grita México 2021 y Clausura 2022.
El club vencedor de la serie y por lo tanto Campeón de Campeones, será aquel que en los dos partidos anote el mayor número de goles. Si al término del tiempo reglamentario del segundo partido el marcador global se encuentra empatado, se agregarán dos tiempos extras de 15 minutos cada uno. De persistir el empate en estos periodos, se procederá a lanzar tiros penales hasta que resulte un vencedor.

## Información de los equipos
| Equipo           | Entrenador            | Estadio                | Ciudad             |
| ---------------- | --------------------- | ---------------------- | ------------------ |
| Atlético Morelia | Ricardo Valiño        | Morelos                | Morelia, Michoacán |
| Atlante          | Mario García Covalles | Ciudad de los Deportes | Ciudad de México   |

## Partidos
| 18 de mayo de 2022 | Atlante | 0:1 (0:0) | Atlético Morelia | Estadio de la Ciudad de los Deportes, Ciudad de México                 |                                                                        |
| 19:00 (UTC -5)     |         | Reporte   | 61' J. Ramírez   | Asistencia: 3 780 espectadores Árbitro(s): Louis Adrián Vielmas Valdez | Asistencia: 3 780 espectadores Árbitro(s): Louis Adrián Vielmas Valdez |

| 22 de mayo de 2022                   | Atlético Morelia                                                     | 0:1 (0:1, 0:0) (t. s.)(4:5 p.)(Global 1:1) | Atlante                                                                   | Estadio Morelos, Morelia, Michoacán                                       |                                                                           |
| 16:00 (UTC -5)                       |                                                                      | Reporte                                    | 44' B. Figueroa                                                           | Asistencia: 13 739 espectadores Árbitro(s): Juan Andrés Esquivel González | Asistencia: 13 739 espectadores Árbitro(s): Juan Andrés Esquivel González |
|                                      |                                                                      | Tiros desde el punto penal                 |                                                                           |                                                                           |                                                                           |
|                                      | J. Ibarra · S. Vergara · G. Acosta · A. Ledesma · A. Sosa · V. Milke |                                            | E. Jiménez · R. González · E. Partida · O. Soto · H. Hernández · E. Sousa |                                                                           |                                                                           |
| Atlante Campeón de Campeones 2021-22 |                                                                      |                                            |                                                                           |                                                                           |                                                                           |

### Final - Ida
| 20    | POR   | Humberto Hernández |     |
| 4     | DEF   | Jonathan Sánchez   | 65' |
| 6     | DEF   | Edson Partida      | 82' |
| 14    | DEF   | Rolando González   |     |
| 15    | DEF   | Fernando Ramírez   |     |
| 28    | DEF   | Elbis Sousa        |     |
| 18    | MED   | Christian Bermúdez | 65' |
| 22    | MED   | Jesús Venegas      |     |
| 27    | MED   | Armando Escobar    |     |
| 29    | MED   | Juan Domínguez     |     |
| 23    | DEL   | Ramiro Costa       |     |
| D. T. | D. T. | Mario García       |     |

| 12    | POR   | Santiago Ramírez |     |
| 2     | DEF   | Miguel Velázquez |     |
| 4     | DEF   | Arturo Ledesma   |     |
| 5     | DEF   | Víctor Milke     |     |
| 14    | DEF   | Mario Trejo      |     |
| 19    | DEF   | Diego Gallegos   |     |
| 6     | MED   | Luis Pérez       | 45' |
| 25    | MED   | Vicente Poggi    |     |
| 35    | MED   | Jassiel Ruiz     | 75' |
| 11    | DEL   | Gael Acosta      | 45' |
| 20    | DEL   | Jesús Ramírez    | 85' |
| D. T. | D. T. | Ricardo Valiño   |     |

| 21 | Delantero      | Wilson Silva     | 65' |
| 2  | Defensa        | Leonardo Vilchis | 65' |
| 7  | Centrocampista | Duilio Tejeda    | 82' |

| 7  | Delantero      | Sergio Vergara | 45' |
| 8  | Centrocampista | Javier Ibarra  | 45' |
| 15 | Delantero      | Juan Gamboa    | 75' |
| 29 | Delantero      | Diego Pineda   | 85' |

| 61' | Jesús Ramírez | 0:1 |

| 14' · 24' | Rolando González Ramiro Costa |

| 26' · 37' · 87' · 90+4' | Gael Acosta Luis Pérez Miguel Velázquez Santiago Ramírez |

| 38' | Ramiro Costa |

| Principal  | Louis Adrián Vielmas Valdez    |
| Asistentes | Oscar Yahir Barriga Castro     |
|            | Jair de Jesús Sosa García      |
| Cuarto     | Maximiliano Quintero Hernández |

|                    |     |     |
| Tiros              | 4   | 6   |
| Tiros a puerta     | 2   | 3   |
| Faltas             | 15  | 16  |
| Saques de esquina  | 4   | 7   |
| Penaltis           | 0   | 0   |
| Fueras de juego    | 0   | 1   |
| Posesión del balón | 50% | 50% |

| Alineación inicial |

| 20    | POR   | Humberto Hernández |     |
| 4     | DEF   | Jonathan Sánchez   | 65' |
| 6     | DEF   | Edson Partida      | 82' |
| 14    | DEF   | Rolando González   |     |
| 15    | DEF   | Fernando Ramírez   |     |
| 28    | DEF   | Elbis Sousa        |     |
| 18    | MED   | Christian Bermúdez | 65' |
| 22    | MED   | Jesús Venegas      |     |
| 27    | MED   | Armando Escobar    |     |
| 29    | MED   | Juan Domínguez     |     |
| 23    | DEL   | Ramiro Costa       |     |
| D. T. | D. T. | Mario García       |     |

| 12    | POR   | Santiago Ramírez |     |
| 2     | DEF   | Miguel Velázquez |     |
| 4     | DEF   | Arturo Ledesma   |     |
| 5     | DEF   | Víctor Milke     |     |
| 14    | DEF   | Mario Trejo      |     |
| 19    | DEF   | Diego Gallegos   |     |
| 6     | MED   | Luis Pérez       | 45' |
| 25    | MED   | Vicente Poggi    |     |
| 35    | MED   | Jassiel Ruiz     | 75' |
| 11    | DEL   | Gael Acosta      | 45' |
| 20    | DEL   | Jesús Ramírez    | 85' |
| D. T. | D. T. | Ricardo Valiño   |     |

| 21 | Delantero      | Wilson Silva     | 65' |
| 2  | Defensa        | Leonardo Vilchis | 65' |
| 7  | Centrocampista | Duilio Tejeda    | 82' |

| 7  | Delantero      | Sergio Vergara | 45' |
| 8  | Centrocampista | Javier Ibarra  | 45' |
| 15 | Delantero      | Juan Gamboa    | 75' |
| 29 | Delantero      | Diego Pineda   | 85' |

| 61' | Jesús Ramírez | 0:1 |

| 14' · 24' | Rolando González Ramiro Costa |

| 26' · 37' · 87' · 90+4' | Gael Acosta Luis Pérez Miguel Velázquez Santiago Ramírez |

| 38' | Ramiro Costa |

| Principal  | Louis Adrián Vielmas Valdez    |
| Asistentes | Oscar Yahir Barriga Castro     |
|            | Jair de Jesús Sosa García      |
| Cuarto     | Maximiliano Quintero Hernández |

|                    |     |     |
| Tiros              | 4   | 6   |
| Tiros a puerta     | 2   | 3   |
| Faltas             | 15  | 16  |
| Saques de esquina  | 4   | 7   |
| Penaltis           | 0   | 0   |
| Fueras de juego    | 0   | 1   |
| Posesión del balón | 50% | 50% |

| Alineación inicial |

| 20    | POR   | Humberto Hernández |     |
| 4     | DEF   | Jonathan Sánchez   | 65' |
| 6     | DEF   | Edson Partida      | 82' |
| 14    | DEF   | Rolando González   |     |
| 15    | DEF   | Fernando Ramírez   |     |
| 28    | DEF   | Elbis Sousa        |     |
| 18    | MED   | Christian Bermúdez | 65' |
| 22    | MED   | Jesús Venegas      |     |
| 27    | MED   | Armando Escobar    |     |
| 29    | MED   | Juan Domínguez     |     |
| 23    | DEL   | Ramiro Costa       |     |
| D. T. | D. T. | Mario García       |     |

| 12    | POR   | Santiago Ramírez |     |
| 2     | DEF   | Miguel Velázquez |     |
| 4     | DEF   | Arturo Ledesma   |     |
| 5     | DEF   | Víctor Milke     |     |
| 14    | DEF   | Mario Trejo      |     |
| 19    | DEF   | Diego Gallegos   |     |
| 6     | MED   | Luis Pérez       | 45' |
| 25    | MED   | Vicente Poggi    |     |
| 35    | MED   | Jassiel Ruiz     | 75' |
| 11    | DEL   | Gael Acosta      | 45' |
| 20    | DEL   | Jesús Ramírez    | 85' |
| D. T. | D. T. | Ricardo Valiño   |     |

| 21 | Delantero      | Wilson Silva     | 65' |
| 2  | Defensa        | Leonardo Vilchis | 65' |
| 7  | Centrocampista | Duilio Tejeda    | 82' |

| 7  | Delantero      | Sergio Vergara | 45' |
| 8  | Centrocampista | Javier Ibarra  | 45' |
| 15 | Delantero      | Juan Gamboa    | 75' |
| 29 | Delantero      | Diego Pineda   | 85' |

| 61' | Jesús Ramírez | 0:1 |

| 14' · 24' | Rolando González Ramiro Costa |

| 26' · 37' · 87' · 90+4' | Gael Acosta Luis Pérez Miguel Velázquez Santiago Ramírez |

| 38' | Ramiro Costa |

| Principal  | Louis Adrián Vielmas Valdez    |
| Asistentes | Oscar Yahir Barriga Castro     |
|            | Jair de Jesús Sosa García      |
| Cuarto     | Maximiliano Quintero Hernández |

|                    |     |     |
| Tiros              | 4   | 6   |
| Tiros a puerta     | 2   | 3   |
| Faltas             | 15  | 16  |
| Saques de esquina  | 4   | 7   |
| Penaltis           | 0   | 0   |
| Fueras de juego    | 0   | 1   |
| Posesión del balón | 50% | 50% |

| Alineación inicial |

| 20    | POR   | Humberto Hernández |     |
| 4     | DEF   | Jonathan Sánchez   | 65' |
| 6     | DEF   | Edson Partida      | 82' |
| 14    | DEF   | Rolando González   |     |
| 15    | DEF   | Fernando Ramírez   |     |
| 28    | DEF   | Elbis Sousa        |     |
| 18    | MED   | Christian Bermúdez | 65' |
| 22    | MED   | Jesús Venegas      |     |
| 27    | MED   | Armando Escobar    |     |
| 29    | MED   | Juan Domínguez     |     |
| 23    | DEL   | Ramiro Costa       |     |
| D. T. | D. T. | Mario García       |     |

| 12    | POR   | Santiago Ramírez |     |
| 2     | DEF   | Miguel Velázquez |     |
| 4     | DEF   | Arturo Ledesma   |     |
| 5     | DEF   | Víctor Milke     |     |
| 14    | DEF   | Mario Trejo      |     |
| 19    | DEF   | Diego Gallegos   |     |
| 6     | MED   | Luis Pérez       | 45' |
| 25    | MED   | Vicente Poggi    |     |
| 35    | MED   | Jassiel Ruiz     | 75' |
| 11    | DEL   | Gael Acosta      | 45' |
| 20    | DEL   | Jesús Ramírez    | 85' |
| D. T. | D. T. | Ricardo Valiño   |     |

| 21 | Delantero      | Wilson Silva     | 65' |
| 2  | Defensa        | Leonardo Vilchis | 65' |
| 7  | Centrocampista | Duilio Tejeda    | 82' |

| 7  | Delantero      | Sergio Vergara | 45' |
| 8  | Centrocampista | Javier Ibarra  | 45' |
| 15 | Delantero      | Juan Gamboa    | 75' |
| 29 | Delantero      | Diego Pineda   | 85' |

| 61' | Jesús Ramírez | 0:1 |

| 14' · 24' | Rolando González Ramiro Costa |

| 26' · 37' · 87' · 90+4' | Gael Acosta Luis Pérez Miguel Velázquez Santiago Ramírez |

| 38' | Ramiro Costa |

| Principal  | Louis Adrián Vielmas Valdez    |
| Asistentes | Oscar Yahir Barriga Castro     |
|            | Jair de Jesús Sosa García      |
| Cuarto     | Maximiliano Quintero Hernández |

|                    |     |     |
| Tiros              | 4   | 6   |
| Tiros a puerta     | 2   | 3   |
| Faltas             | 15  | 16  |
| Saques de esquina  | 4   | 7   |
| Penaltis           | 0   | 0   |
| Fueras de juego    | 0   | 1   |
| Posesión del balón | 50% | 50% |

| Alineación inicial |

### Final - Vuelta
| 12    | POR   | Santiago Ramírez |      |
| 2     | DEF   | Miguel Velázquez | 45'  |
| 4     | DEF   | Arturo Ledesma   |      |
| 5     | DEF   | Víctor Milke     |      |
| 14    | DEF   | Mario Trejo      |      |
| 19    | DEF   | Diego Gallegos   |      |
| 6     | MED   | Luis Pérez       | 20'  |
| 25    | MED   | Vicente Poggi    | 45'  |
| 35    | MED   | Jassiel Ruiz     | 109' |
| 11    | DEL   | Gael Acosta      |      |
| 20    | DEL   | Jesús Ramírez    | 87'  |
| D. T. | D. T. | Ricardo Valiño   |      |

| 20    | POR   | Humberto Hernández |      |
| 4     | DEF   | Jonathan Sánchez   |      |
| 6     | DEF   | Edson Partida      |      |
| 14    | DEF   | Rolando González   |      |
| 15    | DEF   | Fernando Ramírez   | 68'  |
| 28    | DEF   | Elbis Sousa        |      |
| 29    | MED   | Juan Domínguez     | 88'  |
| 18    | MED   | Christian Bermúdez | 117' |
| 22    | MED   | Jesús Venegas      | 82'  |
| 27    | MED   | Armando Escobar    |      |
| 11    | DEL   | Brian Figueroa     | 88'  |
| D. T. | D. T. | Mario García       |      |

| 8  | Centrocampista | Javier Ibarra  | 20'  |
| 7  | Centrocampista | Sergio Vergara | 45'  |
| 18 | Centrocampista | Alan Sosa      | 45'  |
| 29 | Delantero      | Diego Pineda   | 87'  |
| 15 | Delantero      | Juan Gamboa    | 109' |

| 7  | Centrocampista | Duilio Tejeda     | 68'  |
| 19 | Defensa        | Omar Soto         | 82'  |
| 31 | Centrocampista | Diego Martínez    | 88'  |
| 21 | Delantero      | Wilson Silva      | 88'  |
| 25 | Centrocampista | Eleuterio Jiménez | 117' |

| 44' | Brian Figueroa | 0:1 |

| Acierto de penal · Acierto de penal · Fallo de penal · Acierto de penal · Acierto de penal · Fallo de penal | Javier Ibarra Sergio Vergara Gael Acosta Arturo Ledesma Alan Sosa Víctor Milke | 1:0 2:1 2:2 3:3 4:4 |

| Acierto de penal · Acierto de penal · Acierto de penal · Acierto de penal · Fallo de penal · Acierto de penal | Eleuterio Jiménez Rolando González Edson Partida Omar Soto Humberto Hernández Elbis Sousa | 1:1 2:2 2:3 3:4 4:4 4:5 |

| 73' | Gael Acosta |

| 45+3' | Jonathan Sánchez |

| Principal  | Juan Andrés Esquivel González |
| Asistentes | René Ramírez Ayala            |
|            | Heder Adán Trujillo Escareño  |
| Cuarto     | Vicente Jassiel Reynoso Arce  |

| Alineación inicial |

| 12    | POR   | Santiago Ramírez |      |
| 2     | DEF   | Miguel Velázquez | 45'  |
| 4     | DEF   | Arturo Ledesma   |      |
| 5     | DEF   | Víctor Milke     |      |
| 14    | DEF   | Mario Trejo      |      |
| 19    | DEF   | Diego Gallegos   |      |
| 6     | MED   | Luis Pérez       | 20'  |
| 25    | MED   | Vicente Poggi    | 45'  |
| 35    | MED   | Jassiel Ruiz     | 109' |
| 11    | DEL   | Gael Acosta      |      |
| 20    | DEL   | Jesús Ramírez    | 87'  |
| D. T. | D. T. | Ricardo Valiño   |      |

| 20    | POR   | Humberto Hernández |      |
| 4     | DEF   | Jonathan Sánchez   |      |
| 6     | DEF   | Edson Partida      |      |
| 14    | DEF   | Rolando González   |      |
| 15    | DEF   | Fernando Ramírez   | 68'  |
| 28    | DEF   | Elbis Sousa        |      |
| 29    | MED   | Juan Domínguez     | 88'  |
| 18    | MED   | Christian Bermúdez | 117' |
| 22    | MED   | Jesús Venegas      | 82'  |
| 27    | MED   | Armando Escobar    |      |
| 11    | DEL   | Brian Figueroa     | 88'  |
| D. T. | D. T. | Mario García       |      |

| 8  | Centrocampista | Javier Ibarra  | 20'  |
| 7  | Centrocampista | Sergio Vergara | 45'  |
| 18 | Centrocampista | Alan Sosa      | 45'  |
| 29 | Delantero      | Diego Pineda   | 87'  |
| 15 | Delantero      | Juan Gamboa    | 109' |

| 7  | Centrocampista | Duilio Tejeda     | 68'  |
| 19 | Defensa        | Omar Soto         | 82'  |
| 31 | Centrocampista | Diego Martínez    | 88'  |
| 21 | Delantero      | Wilson Silva      | 88'  |
| 25 | Centrocampista | Eleuterio Jiménez | 117' |

| 44' | Brian Figueroa | 0:1 |

| Acierto de penal · Acierto de penal · Fallo de penal · Acierto de penal · Acierto de penal · Fallo de penal | Javier Ibarra Sergio Vergara Gael Acosta Arturo Ledesma Alan Sosa Víctor Milke | 1:0 2:1 2:2 3:3 4:4 |

| Acierto de penal · Acierto de penal · Acierto de penal · Acierto de penal · Fallo de penal · Acierto de penal | Eleuterio Jiménez Rolando González Edson Partida Omar Soto Humberto Hernández Elbis Sousa | 1:1 2:2 2:3 3:4 4:4 4:5 |

| 73' | Gael Acosta |

| 45+3' | Jonathan Sánchez |

| Principal  | Juan Andrés Esquivel González |
| Asistentes | René Ramírez Ayala            |
|            | Heder Adán Trujillo Escareño  |
| Cuarto     | Vicente Jassiel Reynoso Arce  |

| Alineación inicial |

| 12    | POR   | Santiago Ramírez |      |
| 2     | DEF   | Miguel Velázquez | 45'  |
| 4     | DEF   | Arturo Ledesma   |      |
| 5     | DEF   | Víctor Milke     |      |
| 14    | DEF   | Mario Trejo      |      |
| 19    | DEF   | Diego Gallegos   |      |
| 6     | MED   | Luis Pérez       | 20'  |
| 25    | MED   | Vicente Poggi    | 45'  |
| 35    | MED   | Jassiel Ruiz     | 109' |
| 11    | DEL   | Gael Acosta      |      |
| 20    | DEL   | Jesús Ramírez    | 87'  |
| D. T. | D. T. | Ricardo Valiño   |      |

| 20    | POR   | Humberto Hernández |      |
| 4     | DEF   | Jonathan Sánchez   |      |
| 6     | DEF   | Edson Partida      |      |
| 14    | DEF   | Rolando González   |      |
| 15    | DEF   | Fernando Ramírez   | 68'  |
| 28    | DEF   | Elbis Sousa        |      |
| 29    | MED   | Juan Domínguez     | 88'  |
| 18    | MED   | Christian Bermúdez | 117' |
| 22    | MED   | Jesús Venegas      | 82'  |
| 27    | MED   | Armando Escobar    |      |
| 11    | DEL   | Brian Figueroa     | 88'  |
| D. T. | D. T. | Mario García       |      |

| 8  | Centrocampista | Javier Ibarra  | 20'  |
| 7  | Centrocampista | Sergio Vergara | 45'  |
| 18 | Centrocampista | Alan Sosa      | 45'  |
| 29 | Delantero      | Diego Pineda   | 87'  |
| 15 | Delantero      | Juan Gamboa    | 109' |

| 7  | Centrocampista | Duilio Tejeda     | 68'  |
| 19 | Defensa        | Omar Soto         | 82'  |
| 31 | Centrocampista | Diego Martínez    | 88'  |
| 21 | Delantero      | Wilson Silva      | 88'  |
| 25 | Centrocampista | Eleuterio Jiménez | 117' |

| 44' | Brian Figueroa | 0:1 |

| Acierto de penal · Acierto de penal · Fallo de penal · Acierto de penal · Acierto de penal · Fallo de penal | Javier Ibarra Sergio Vergara Gael Acosta Arturo Ledesma Alan Sosa Víctor Milke | 1:0 2:1 2:2 3:3 4:4 |

| Acierto de penal · Acierto de penal · Acierto de penal · Acierto de penal · Fallo de penal · Acierto de penal | Eleuterio Jiménez Rolando González Edson Partida Omar Soto Humberto Hernández Elbis Sousa | 1:1 2:2 2:3 3:4 4:4 4:5 |

| 73' | Gael Acosta |

| 45+3' | Jonathan Sánchez |

| Principal  | Juan Andrés Esquivel González |
| Asistentes | René Ramírez Ayala            |
|            | Heder Adán Trujillo Escareño  |
| Cuarto     | Vicente Jassiel Reynoso Arce  |

| Alineación inicial |

| 12    | POR   | Santiago Ramírez |      |
| 2     | DEF   | Miguel Velázquez | 45'  |
| 4     | DEF   | Arturo Ledesma   |      |
| 5     | DEF   | Víctor Milke     |      |
| 14    | DEF   | Mario Trejo      |      |
| 19    | DEF   | Diego Gallegos   |      |
| 6     | MED   | Luis Pérez       | 20'  |
| 25    | MED   | Vicente Poggi    | 45'  |
| 35    | MED   | Jassiel Ruiz     | 109' |
| 11    | DEL   | Gael Acosta      |      |
| 20    | DEL   | Jesús Ramírez    | 87'  |
| D. T. | D. T. | Ricardo Valiño   |      |

| 20    | POR   | Humberto Hernández |      |
| 4     | DEF   | Jonathan Sánchez   |      |
| 6     | DEF   | Edson Partida      |      |
| 14    | DEF   | Rolando González   |      |
| 15    | DEF   | Fernando Ramírez   | 68'  |
| 28    | DEF   | Elbis Sousa        |      |
| 29    | MED   | Juan Domínguez     | 88'  |
| 18    | MED   | Christian Bermúdez | 117' |
| 22    | MED   | Jesús Venegas      | 82'  |
| 27    | MED   | Armando Escobar    |      |
| 11    | DEL   | Brian Figueroa     | 88'  |
| D. T. | D. T. | Mario García       |      |

| 8  | Centrocampista | Javier Ibarra  | 20'  |
| 7  | Centrocampista | Sergio Vergara | 45'  |
| 18 | Centrocampista | Alan Sosa      | 45'  |
| 29 | Delantero      | Diego Pineda   | 87'  |
| 15 | Delantero      | Juan Gamboa    | 109' |

| 7  | Centrocampista | Duilio Tejeda     | 68'  |
| 19 | Defensa        | Omar Soto         | 82'  |
| 31 | Centrocampista | Diego Martínez    | 88'  |
| 21 | Delantero      | Wilson Silva      | 88'  |
| 25 | Centrocampista | Eleuterio Jiménez | 117' |

| 44' | Brian Figueroa | 0:1 |

| Acierto de penal · Acierto de penal · Fallo de penal · Acierto de penal · Acierto de penal · Fallo de penal | Javier Ibarra Sergio Vergara Gael Acosta Arturo Ledesma Alan Sosa Víctor Milke | 1:0 2:1 2:2 3:3 4:4 |

| Acierto de penal · Acierto de penal · Acierto de penal · Acierto de penal · Fallo de penal · Acierto de penal | Eleuterio Jiménez Rolando González Edson Partida Omar Soto Humberto Hernández Elbis Sousa | 1:1 2:2 2:3 3:4 4:4 4:5 |

| 73' | Gael Acosta |

| 45+3' | Jonathan Sánchez |

| Principal  | Juan Andrés Esquivel González |
| Asistentes | René Ramírez Ayala            |
|            | Heder Adán Trujillo Escareño  |
| Cuarto     | Vicente Jassiel Reynoso Arce  |

| Alineación inicial |

| Campeón de Campeones 2021-22 |
| ---------------------------- |
|                              |
| Atlante                      |
| 1° Título                    |